# Tsaratanana (Boriziny)
Tsaratanana è un comune rurale (kaominina) del Madagascar situato nella parte centro-occidentale della regione di Sofia, nel distretto di Boriziny.
Ha una popolazione di 9 000 abitanti (stima 2005 ).
Sorge a circa 2 km di distanza dalle coste settentrionali del lago Tseny.